# Joe Yrigoyen
 (avril 2019).
Si vous disposez d'ouvrages ou d'articles de référence ou si vous connaissez des sites web de qualité traitant du thème abordé ici, merci de compléter l'article en donnant les références utiles à sa vérifiabilité et en les liant à la section « Notes et références ».
Pour les articles homonymes, voir Yrigoyen.
Joe Yrigoyen est un cascadeur américain né le 28 août 1910 à Ventura (Californie) et mort le 10 janvier 1998 à Ventura (Californie).

## Carrière
Avec son frère Bill, il commence sa carrière cinématographique pour le producteur Nat Levine qui développe des serials à très bas budget pour Mascot Pictures. En 1935, lorsque la firme est fusionnée avec d'autres par Herbert J. Yates, qui forme Republic Pictures, Joe et Bill continuent dans la nouvelle société de production. Ils doublent ainsi les différentes stars de la Republic : Gene Autry, Roy Rogers, etc. Il fut aussi engagé sur de nombreuses séries télévisées. Joe arrête sa carrière à la fin des années 1970.

## Récompenses
- Golden Boot Award en 1985[1].